# ラバー・スリマニ
ラバー・スリマニ（Rabah Slimani、1989年10月18日 - ）は、ユナイテッド・ラグビー・チャンピオンシップ、レンスターに所属するラグビーユニオン選手。

## プロフィール
- フランス・サルセル出身。
- ポジションはプロップ(PR)。
- 身長 178cm、体重 115kg
- フランス代表キャップは57（2021年1月現在）でワールドカップ2015・2019のフランス代表に選ばれた[1]。

## 略歴
スタッド・フランセを経て、2017年、ASMクレルモンに加入。 
2024年、レンスターに加入。  